# ラブルベニア目

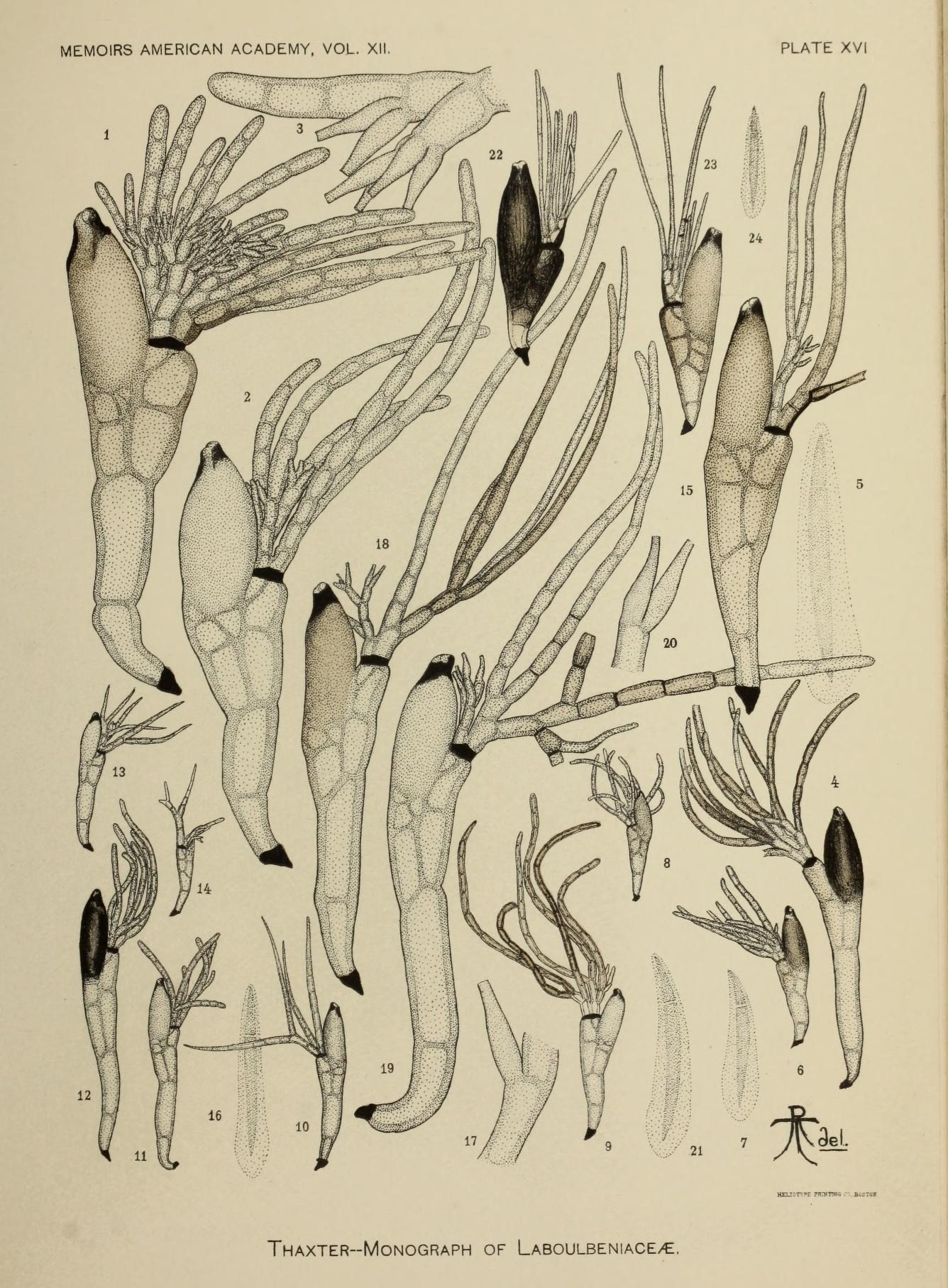
様々なラブールベニア類
サックスターによる図版

ラブルベニア目 Laboulbeniales は菌類の群の1つ。主として昆虫の体表に寄生するもので、菌糸体を形成せず、特有の個体性の強い形態を持つ。ほぼ菌類と思えない姿ながら、子嚢菌に属するものである。

## 概説
この群に属する菌は、小型節足動物の体表、クチクラ上に突き出す附属突起のような姿を持ち、その付着部分から外骨格の内部へ吸器を伸ばして栄養吸収を行う。突き出した部分に子嚢果と造精器を形成し、ここで有性生殖が行われる。それらの構造は他の菌類と比べるのが難しく、独自の用語が当てられる。宿主となるのはほとんどが昆虫で、その種、性別、寄生部位によって寄生する菌の種も異なる場合がある。現在で2000種以上が知られる巨大な群であるが、産業といった実用の面では一切役に立たず、博物学的興味の対象としてのみ重要である。
分類の上ではその形態がきわめて独自であるものの、子嚢菌類と見なされて来たし、現在では遺伝子情報からもそれが裏付けられている。他の菌類との関係については近年になって間を埋める可能性のある群の存在が示されつつある。なお、本目は従来より4科を含めるが、そのうち1科を別目とする説が近年に示されている。この記事ではそれ以前の4科をまとめて解説する。内容的にはほぼ変わらないはずである。

## 特徴
その構造は一般的な子嚢菌類と比べるのが難しいほどに特殊で、あるいは菌一般と比べるのさえ難しく、菌類と判断されなかった事例は数多い。極端な事例ではコウモリバエを宿主とする種には寄生性の蠕虫である鉤頭虫として記載されたことのある種が存在するという話もある。おおよそは昆虫の体表から突き出た小さな突起物、と言った姿である。
この群の菌は、すべて子嚢胞子からその発生が始まり、子嚢胞子の形態が、後に発達する菌体の形に強く残っており、その菌体全体が子嚢胞子に由来する。本群の菌の子嚢胞子はすべて2細胞性で、胞子の中程に隔壁があり、また一方の端に付着器があり、これは往々に暗色をしている。この付着部が宿主の外骨格に付着すると、この部分は基脚部(foot)となり、付着部分からは宿主の内部に仮根状の菌糸、あるいはより分化した吸器(haustorium)を侵入させ、栄養吸収を行う。これ以降の菌体の発達は群によって大いに異なるが、少数回の細胞分裂によって菌体が形成され、その上に生殖器官が形成される。この生殖器がその上に形成される部分を托(receptacle)と言う。もっとも単純なものでは子嚢胞子の2細胞のままに上側の細胞が托となる。普通は分裂によってより多くの細胞からなる托が形成される。
托の上には付属枝(appendage)と造嚢器(被子器 perithecium)が形成される。付属枝には造精器が形成され、雄性配偶細胞としてふるまう不動精子が形成される。造嚢器には雌性配偶子細胞に当たる造嚢細胞があり、受精の後にそこに子嚢を形成する。この類には種によって雌雄同株(monoecious)のものと雌雄異株(dioecious)のものがあり、雌雄同株のものでは托の上にこの両方が形成され、雌雄異株のものではそのどちらかだけが形成される。
子嚢は長い棍棒状をしており、その壁は1重壁で、融けることで子嚢胞子を放出する。子嚢胞子は通常は1つの子嚢に4個形成され、普通は無色。紡錘形をしていて、2細胞性で、通常は粘液質の鞘に包まれる。この鞘は子嚢殻から胞子が放出される際も、宿主表面に付着する際にも役立つと考えられている。一般の子嚢菌の子嚢胞子では発芽の際には発芽管を伸ばし、これが菌糸になるのであるが、上記のように本群ではそのような発芽の形を取らない。

## 生殖
本群の菌類は子嚢胞子の形成でのみ繁殖し、多くの子嚢菌類に見られるような分生子の形成は行わない。不動精子の形成はそれに似るが、有性的にのみふるまう。また菌糸体を形成しないために栄養生殖も存在しない。
有性生殖は托の上に付属枝と造嚢器が形成されることから始まる。不動精子の形成では3つの型があり、外生不動精子型(exogenous spermatium)では付属枝の細胞から外生的に形成され、単純造精子型(simple antheridium)ではフラスコ型などの造精器から内生的に形成され、複合造精器型(compound abtheridium)では内生的に不動精子を形成する細胞が1つの腔所内に複数あり、形成された不動精子は共通の1つの口から放出される。造嚢器は造嚢器細胞の上に受精毛支持細胞、更にその上に受精毛があり、それらが子嚢殻壁に収まり、受精毛の少なくとも先端が外に出る。ここに不動精子が触れることで受精が行われ、受精毛と支持細胞は消失、造嚢器細胞は造嚢細胞を形成し、それより順次子嚢が形成される。子嚢胞子は内圧により圧し出され、またそれに先だって若干の発生が始まっている例も知られる。

## 分布と生育環境
分布は汎世界的で、南極以外の全大陸から報告がある。生育環境は宿主による。
ちなみにこの菌群は目や耳にすることのごく少ないものではあるが、さほど珍しいものではないそうで、Alexopoulos & Mims(1979)はこの群の「Occurrence and Importance」の章の冒頭にそのように述べたあと、『例えば、もしあなたが蟻塚の蟻を調べれば、あなたは多分その蟻の種に見合った(本群の菌の)種を見つけられるだろう』と記し、そこから種特異性の話に流している。

## 寄生性

### 宿主の範囲
本群の寄生対象となる生物は小型の節足動物であり、主として昆虫である。昆虫ではゴキブリ目(シロアリ含む)、甲虫目、ハサミムシ目、ハエ目、カメムシ目、ハチ目(アリ)、チャタテムシ目(ハジラミ)、バッタ目、アザミウマ目が知られている。しかしながら、実際には宿主となるのは甲虫類に集中しており、1500種が甲虫を宿主とするものとなっている。その率は本群菌類の種数の約80％である。その中でもゴミムシ類を宿主とするものが多い。昆虫以外のものではクモ綱のザトウムシ、ヤスデ綱のスジムスジヤスデ目 Callipodida、ヒメヤスデ目 Julida、ネッタイタマヤスデ目 Sphaerotheriida、ヒキツリヤスデ目 Spirostreptida の4目が知られている。
本群の個々の種についてみると、多少の宿主の幅を持つものもあるが、基本的にはその範囲は1つの種か、同一の属の中の近縁種に限られると考えられている。これを種特異性という。本群の寄生性に関して、もう2つの特異性が語られる。2番目は性特異性で、宿主の中でも雌のみに寄生が見られる、という例が知られる。3番目は部位特異性で、宿主の体の決まった部分にのみ寄生が見られる、というものである。これらの原因については諸説あって判明していない部分が多いが、利用する栄養の違い、宿主の表面の構造、生殖行動などが関わるとみられる。最後のものは個体間の接触による伝搬を原因と考えるものである。例えば Stigmatomyces という菌はハエ類に寄生するが、宿主が雄の場合には脚と前胸の腹部側に、雌の場合には胸部と腹部の背面に寄生が見られ、これは雌雄が交尾する際の接触面に寄生が見られる、つまり交尾の際に接触することで感染が起きると見ることが出来る。ただしこれらの同一種の宿主の中で見られる特異性については栄養などの状態が異なることによる成長の差異による勘違いではないか、との説もある。
希な例であるが、本群の菌1種が分類上かけ離れた宿主を持つ場合がある。グンタイアリとして知られる Eciton に寄生する Laboulbenia ecitonis が、このアリの巣内に寄食しているダニや甲虫にも寄生していることが知られている。
昆虫の側からは、同一の種に複数の本群の菌が感染することはもちろん、単一の個体に複数種が感染する事例も知られており、アフリカミズスマシ Orectogyrus specularis の1個体に本群の菌が16種発見されたという例まである。

### 感染の過程
この菌の繁殖は、子嚢胞子の拡散、寄生個体から他個体への子嚢胞子の散布による。重要な要素の一つは同一個体に於いて既存の寄生菌の子嚢胞子が他の部分に広がることで、これを自己感染 autoinfection という。同様に重要とされるのは寄生個体の上に生じた子嚢胞子が直接に他の個体に渡されることで、これを直接感染 direct infection という。雌雄で寄生部位が異なる例など、交尾の際の接触位置が異なることから、直接感染が行われる事を示すと見える。他方、子嚢胞子が他のものを介して他の個体に感染するのを間接感染 indirect infection というが、これも重要なものであることがいくつかの研究で示唆されている。例えばオサムシ類に寄生するラブルベニア属 Laboulbenia に関して周年に渡って調査した例では感染の拡散が最も大きかったのは秋で、これは親子の2世代が共存する時期に当たる。この昆虫は半地下性で、個体間の接触は交尾の時以外はほぼない上に、この時期にはそれはほぼ見られないため、その感染は周囲の物体を介して拡散している可能性が高いと言われている。

### 栄養面
本群の菌は上記のように体表に付着し、その部分からクチクラを貫通して仮根状菌糸、あるいは吸器を挿入し、昆虫の体内から栄養を得ている。仮根状菌糸は隔壁のない枝状の構造のもの、吸器は釘のような形のものである。
ただしラブルベニア属の Laboulbenia borealis など、リッキア属の Rickia lenoirii などにおいて、このような形で宿主の体内に菌体が貫通していないことが発見されており、真に寄生かどうかに疑問を持つ向きもある。付着部分がクチクラを貫通していない場合があることから、むしろ菌体にある付属枝が栄養吸収の役割を担っているのではないか、という説は19世紀末にもあった。その際には当時のこの分野の大者であったサックスターがすぐに否定した。彼の主張はこの群には付属枝を持たないものも多い、というものであった。しかしながらこの考えは今も残っており、ただ、宿主体外に伸ばした付属枝からどのような栄養が吸収できるのか、菌体の成長を維持するだけのものがあり得るのか、というのも問題となっている。
本群の寄生による宿主への影響は大きくないと考えられ、現時点で大きなダメージを与えている、との報告はない。ただし宿主の寿命が若干縮まる、との報告はある。
純粋培養はほとんど成功していない。不完全でもある程度の成長を見ることが出来た事例として、ヒメイエバエ Fannia canicularis を宿主とする Fanniomyces ceratophorus について、脳心臓抽出液寒天培地をトリプトースで強化し、馬の血清を塗りつけたものに加圧滅菌した宿主の翅を置いた上で子嚢胞子を発芽させることに成功した。翅の代わりにキチン質やセルロースの膜を使った場合には発芽させられなかった。この菌はこの類では異例の雌雄異株であるが、この培養では雌株は出てこず、しかし雄株には造精器を形成させることが出来たとのこと。本群の菌はその生育のために生きた宿主が必要であることはわかっているが、栄養要求などについては依然として謎のままである。
培養に関しては宿主の上で育てることはまだしも容易である。例えばゴキブリを宿主とする Herpomyces について交換移植を試みた例があり、それによるとほとんどは本来の宿主以外では生育せず、これは種特異性が強く働いていることを意味する。が、若干ではあるが異なる宿主上で生育が出来た例も見つかり、その場合でも菌種の特徴は変わらない事が確かめられたという。

## 歴史
本菌は現実的な利害関係がほぼ存在せず、その研究は専門家の個人的興味の元で行われてきた面が強い。本群の菌を最初に取り上げたのはフランスの昆虫学者であるアレックス・ラブールベーヌとオーギュスト・ルージュで、これを記念するためにモンターニュとロビンはこの菌を含む属を記載し、そのタイプ種にラブルベニア・ロウゲティ Laboulbenia rougetii と命名した。1835年のことである。
その後、何人かの研究者が続くが、最も大きくこの分野に貢献したのはハーバード大学のロナルド・サックスターで、彼は1896年と1931年にその成果を5巻に分けて発表した。この群の体系的な研究は彼から始まったと言ってよく、彼は生涯の44年間にわたってこの類の研究を発表し、その間に103の属、1260の種を記載した。
サックスターの研究成果はR. K. ベンジャミンによって1970年代に新しい形に書き直され、さらに1980年代にはI. I. Tavares によって大きな見直しがなされた。彼女は宿主との関係やその菌体の発達過程などを詳細に検討し、分類体系を、主に造嚢器や托の発達過程の型を重視する形で大きく見直した。

## 系統と分類
この群は紅藻類を祖先とするもの、との説が20世紀後半まで存在した。これは有性生殖器官の構造の類似性、隔壁の構造、それに生化学上の情報に基づくもので、寄生性の紅藻が本群の祖先であったというものであった。この説は更に子嚢菌類(担子菌も含めて、とも)が紅藻類から進化してきたとする説の1つの裏付けとなっていたものである。
しかし、本群が菌類であることは古くから多くの菌類学者の認めるところで、そして子嚢菌であることも広く認められてきた。ただし子嚢菌類の中のどのグループに含まれるのか、あるいはそれら他群との関係がどのようなものかについては議論が多く、核菌類であるとか盤菌類であるとか諸説があった。
もちろん現在では菌類であるとの判断は確定的で、それは生活史の検討などから確かめられ、現在では分子系統的にも明らかとなっている。この群はその見かけの特異性にもかかわらず、菌糸体を発達させる子嚢菌類から分化してきたものであると考えられ、子嚢菌門チャワンタケ亜門 Peziziomycotinaの中にラブルベニア綱 Laboulbeniomycetes を立て、ここに含める、という扱いが提唱されている。系統の解析では本目のものはよくまとまった単系統をなし、後述の近縁とされた群を含む単系統群と姉妹群をなすものには Termitaria と Kathistes がある。

### 近縁な群
ラブルベニア類は長らく他の群との関係のわからない、孤立した群とされてきたが、ピキシディオフォラ Pyxidiophora を含む群が本群と近縁なものであることが判明した。この菌は通常の子嚢菌と同じく菌糸体を形成し、内生出芽型の分生子柄から連鎖する分生子を生じ、また無色から黒褐色の子嚢殻を形成し、その内部に子嚢を作り、子嚢壁は消失性、子嚢胞子は2細胞性である。様々な基質上に発生し、例えば糞、有機物塊、打ち上げられた海藻、キクイムシの坑道などに出現する。また菌寄生性と考えられている。この菌は従来はヒポミケス科 Hypomycetaceae に含めたこともあったものであるが、この2細胞の子嚢胞子の一方に本群の子嚢胞子に見られる付着器のようなものがあり、この部分でダニの体表に付着して散布される。さらに遺伝子の解析でこれが本群に近縁なものであることが判明し、すると本群の菌として記載されていたものの中に、実はこの類の子嚢胞子が含まれていたことまで判明した。この属と Mycorhynchidium はピキシディオフォラ科 Pyxidiophoraceae にまとめられ、この科単独でピキシディオフォラ目 Pyxidiophorales としてラブルベニア綱の元に置かれている。
なお、Alexopoulos & Mims(1979)ではラブルベニア亜綱(この書では分類階級が全体に1段階低くなっている)に本目と共にスパチュロスポラ目 Spathulosporales が含められており、近年にこの亜綱に含めることが提案されたもので、本目と他の核菌類を結ぶ存在と思われるもの、と紹介している。この科にはスパチュロスポラ属 Spathulospora の4種が含まれ、いずれも海産の紅藻類に寄生するもので、その形態も本属のものに似ており、違いとしては子嚢胞子が1細胞であること、としている。この群はしかしながら現在では本群からは縁の遠いものと判明している。当初の判断が間違えたのは乾燥した標本でしか検討がなされなかったためでもあるという。

### 下位分類
114属1697種が知られ以下の4つの科が認められている。
- Laboulbeniales ラブルベニア目
  - Ceratomycetaceae ケラトミケス科：12属84種
  - Euceratomycetaceae エウケラトミケス科：5属7種
  - Herpomycetaceae ヘルポミケス科：1属25種
  - Laboulbeniaceae ラブルベニア科：116属1713種

ただしその後も種が追加され、柿嶌、徳増編(2014)では2000種以上、となっている。
なお、上記3科のうち、ヘルポミケス科については本目から外すべき、との説が浮上している。それによると、分子系統に基づいて系統樹を作ると、上記のように本目とピキシディオフォラ目のものが単系統をなすのであるが、ラブールベニア目の残り3科が単系統をなし、ヘルポミケス科だけがピキシディオフォラの方に繋がっている、ということで、この科単独でヘルポミケス目 Herpomycetales を立てるべき、というものである。

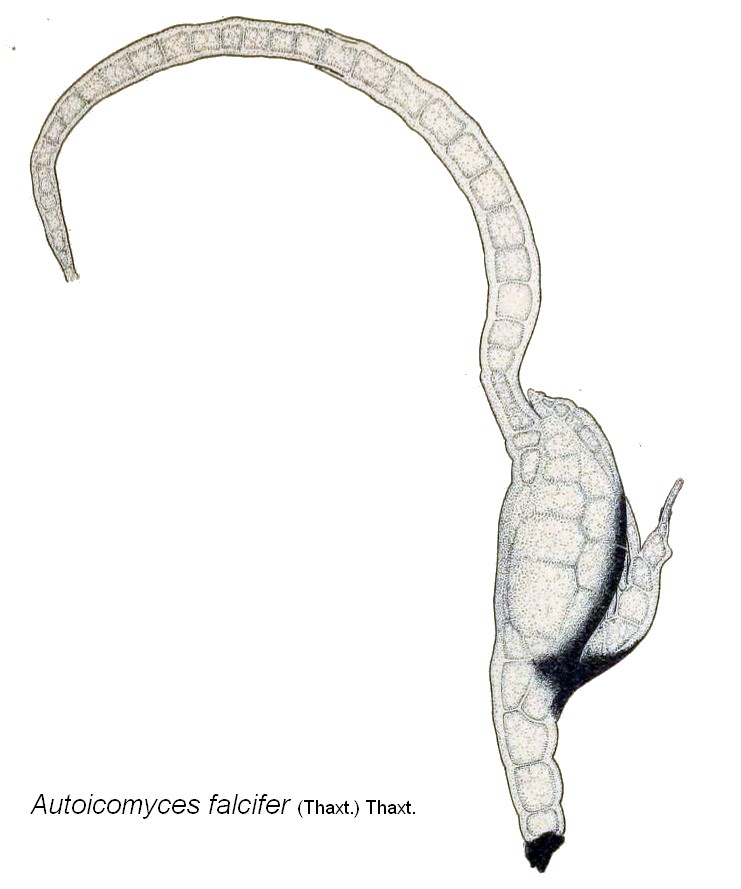
ケラトミケス科 Autoicomyces
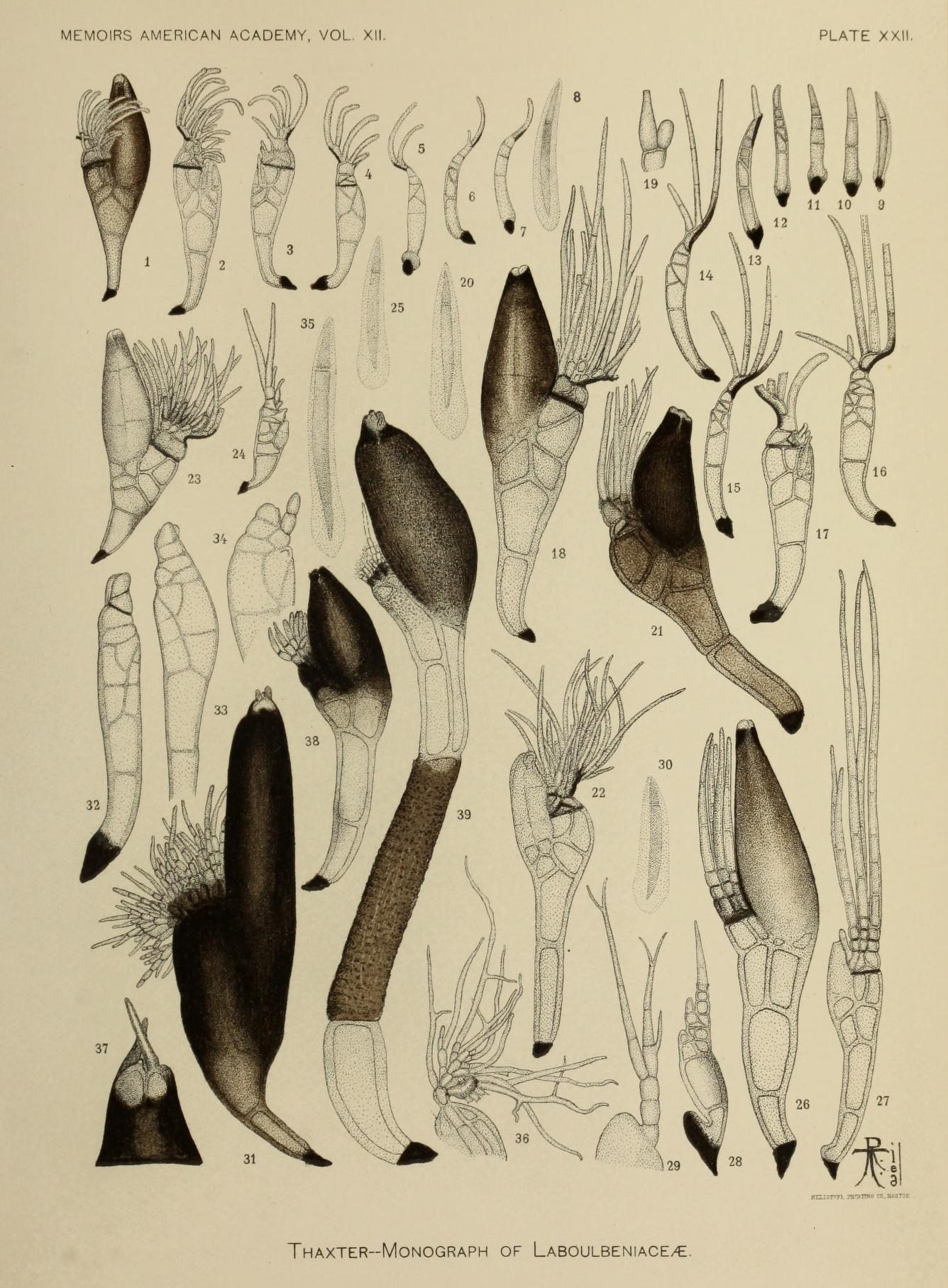
ラブールベニア科 ラブールベニア属 Laboulbenia
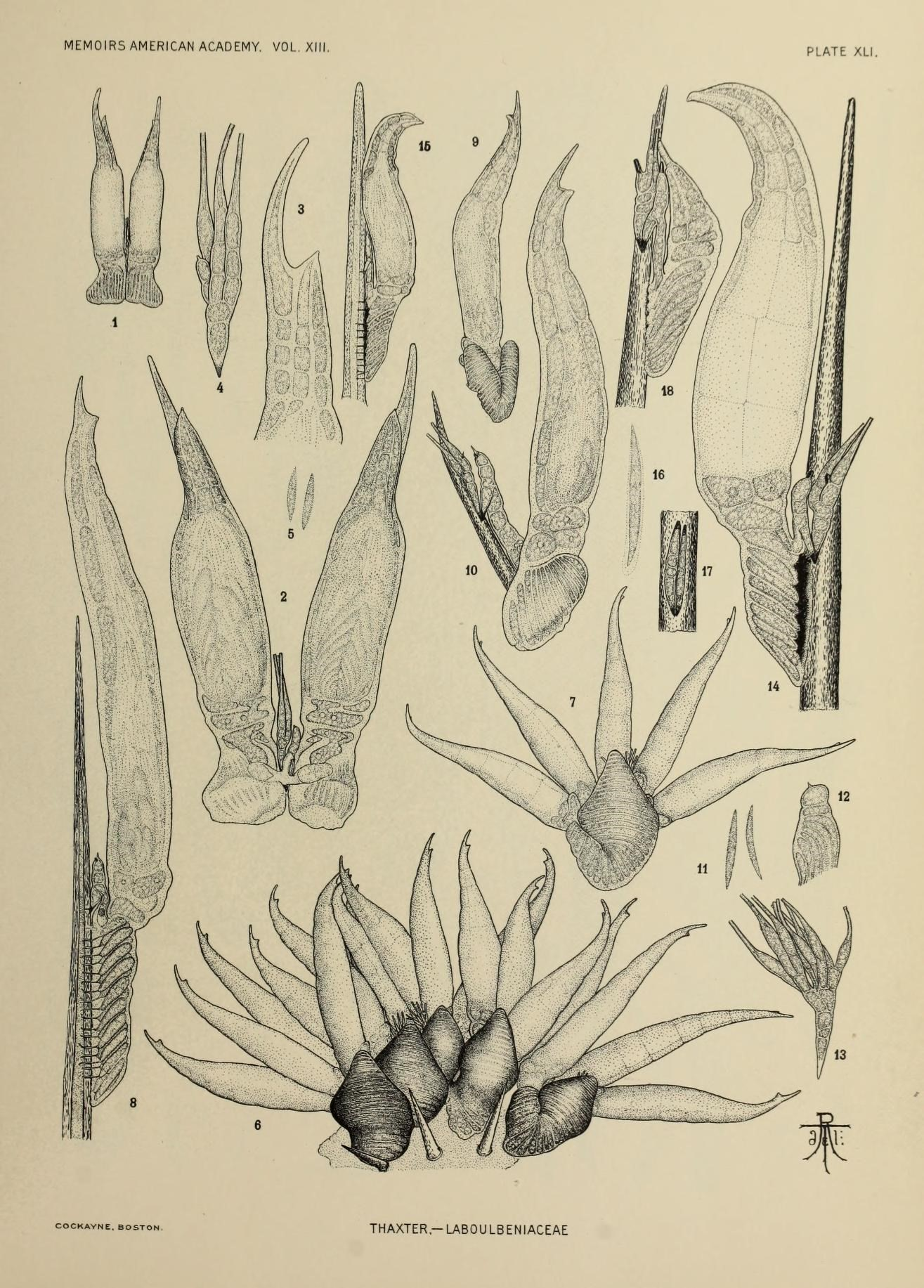
ヘルポミケス科 ヘルポミケス Herpomyces(3種)

## 利害
本群の菌類は上記のように産業等と結びついた利害は存在しない。昆虫寄生菌には生物農薬のように利用されるものもあるが、本群のものは昆虫の健康を害することすらほぼない。
しかしながら、『にもかかわらず、この群は重要な群と考えられてきた、系統学的な空想を働かせる対象として(nevertheless, been cosidered as an important group in phylogenetic speculations)』なのである。
実際、上記にもあるこの群を研究してきた菌学者の名は、いずれ劣らぬ菌類学史上のビッグネームである。日本ではクモ、ダニを含む地味な小動物の様々な群の研究についての日本における開祖として知られる岸田久吉が本群の研究に手を染めていた、との伝説がある。

## その他
この類を研究する場合、問題になるのはまず宿主である昆虫を採集することが必要なことである。それも個々の種についてある程度以上の個体数を集めねばならない。もちろん同定も問題になる。そのような観点からAlexopoulos et al.(1996)は本群を研究する入り口として大学の校舎内がいいかも、と勧めている。そのような場所には豊富に存在するゴキブリの体、特に触角の上で Herpomyces が見つかるから、とのこと。
昆虫の標本は乾燥標本が中心であり、この場合、本群の菌体は付着したままに保存されるので、博物館などの昆虫コレクションは本群の菌類を研究する素材としてとても有力である。そのようなものを探ることで新分類群や新産地が発見された事例は非常に多いという。